# Habenaria luzmariana
Habenaria luzmariana är en orkidéart som beskrevs av Roberto González Tamayo. Habenaria luzmariana ingår i släktet Habenaria och familjen orkidéer. Inga underarter finns listade i Catalogue of Life.